# Maison Parthenais-Perrault II
La maison Parthenais-Perrault II, aussi connue sous le nom de maison Cartier, est une ancienne auberge située sur la place Jacques-Cartier dans le Vieux-Montréal. Elle a été désignée lieu historique national du Canada en 1982.

## Histoire
La maison Parthenais-Perrault II a été construite en 1812 et 1813 par le maçon Amable Amiot dit Villeneuve et le charpentier Antoine Bouthillier,. En 1842, la façade est refaite en pierre de taille et les fenêtres agrandies. Avec ses lucarnes sur le toit, elle est considérée comme un exemple de l'architecture urbaine du début du XIXe siècle,. Les premiers propriétaires ont été Louis Parthenais et Augustin Perrault.
La maison était originellement reliée à l'hôtel Nelson. Bien qu'elle soit à côté de la colonne Nelson, l'auberge, qui porte actuellement le nom de jardin Nelson, a plutôt été nommée en l'honneur du patriote Wolfred Nelson, qui a combattu lors de la Rébellion des Patriotes de 1837 et qui a été le 9e maire de Montréal. Le bâtiment est actuellement utilisé comme restaurant.